# Flores (kommun)
Flores är en kommun i Brasilien.   Den ligger i delstaten Pernambuco, i den östra delen av landet, 1 400 km nordost om huvudstaden Brasília. Antalet invånare är 22 171.
Följande samhällen finns i Flores:
- Flores

Omgivningarna runt Flores är huvudsakligen savann. Runt Flores är det ganska glesbefolkat, med 21 invånare per kvadratkilometer.